# Deutsche Zeitung für China
Die Deutsche Zeitung für China (chinesisch Hua-De-ribao) erschien in Shanghai von 1914 bis 1917.

## Hintergründe
Seit August 1914 wurde die Deutsche Zeitung für China in Shanghai herausgegeben. Sie sollte die Positionen der deutschen Regierung im begonnenen Ersten Weltkrieg wiedergeben. Einige Redakteure waren von der renommierten  weitverbreiteten Tageszeitung Der Ostasiatische Lloyd, die aber weiter formal neutral blieb, um nicht Leser und Inserenten aus anderen Ländern zu verlieren.
Die Deutsche Zeitung für China enthielt vor allem Berichte über den Ersten Weltkrieg, darunter offizielle  Verlautbarungen der deutschen Regierung, Hintergrundberichte, zum Beispiel über die gegnerische japanische Armee, sowie mehrere Beilagen zur Wirtschaft, mit Fotos usw. Einige propagandistisch wichtige Artikel wurden in das Chinesische übersetzt und an die Presse in Shanghai weitergegeben.  Die Zeitung erschien möglicherweise täglich (oder wöchentlich?).
1917 stellte sie ihr Erscheinen ein, wahrscheinlich nach dem Eintritt Chinas in den Ersten Weltkrieg (am 14. August 1917), wie auch Der Ostasiatische Lloyd.